# Аметчаев, Буркан
Буркан Аметчаев (1908 год, аул Кайнар, Туркестанский край, Российская империя — 1964 год) — колхозник, табунщик, Герой Социалистического Труда (1948).

## Биография
Происходит из рода кулшыгаш племени конырат. Родился в 1908 году в ауле Кайнар (сегодня — Сузакский район Южно-Казахстанской области, Казахстан). В 1930 году вступил в колхоз «Кайнар», в котором первоначально трудился рядовым колхозником и затем с 1935 года — старшим табунщиком. С 1957 года работал в колхозе «Сызган».
В 1946 году вырастил 42 жеребят от 40 конематок. В 1947 году вырастил 58 жеребят от 58 конематок. За эти достижения в трудовой деятельности был удостоен в 1948 году звания Героя Социалистического Труда.

## Награды
- Герой Социалистического Труда — указом Президиума Верховного Совета СССР от 23 июля 1948 года;
- Орден Ленина (1948);